# Lapa (Cartaxo)
Lapa is een plaats (freguesia) in de Portugese gemeente Cartaxo en telt 1 205 inwoners (2001).